# Паливода (Ніжинський район)
Пали́вода — село в Україні, у Ніжинському районі Чернігівської області. Входить до складу Ніжинської міської громади. Населення становить 139 осіб. До 2018 року орган місцевого самоврядування — Кунашівська сільська рада.

## Історія
На мапі Шуберта 1832 р. - х.Поливодин.